# Фридрих из Биле
Фридрих из Биле (чеш. Fridrich z Bílé; умер 21 июня 1621, Прага, Чешское королевство) — чешский аристократ. Примкнул к антигабсбургскому восстанию 1618 года, стал членом Директории, в 1619—1620 годах занимал должности бургграфа Градецкого края и гетмана немецких ленов. После поражения был приговорён к смерти за измену, оскорбление величества и подстрекательство народа к мятежу. Император Фердинанд II заменил четвертование на простое отсечение головы. Фридрих был казнён на Староместской площади вместе с 26 своими товарищами. Очерёдность во время казни зависела от социального положения осуждённых, и Фридриха обезглавили третьим из рыцарей, сразу после трёх панов, Кашпара Каплиржа из Сулевиц и Прокопа Дворжецкого.
Имя Фридриха из Биле выбито на мемориальной доске, которую установили на стене Староместской ратуши. О казни его и товарищей напоминают кресты на брусчатке Староместской площади.